# Michotamia scitula
Michotamia scitula är en tvåvingeart som först beskrevs av Walker 1859.  Michotamia scitula ingår i släktet Michotamia och familjen rovflugor. Inga underarter finns listade i Catalogue of Life.